# Port Vincent, Louisiana
Port Vincent är en ort i Livingston Parish i delstaten Louisiana, USA.